# 65,537
65,537(육만오천오백삼십칠)은 65,536보다 크고 65,538보다 작은 자연수다.

## 수학
65537은 {\displaystyle 2^{2^{n}}+1} 형태를 가진 수(페르마 수) 중에서 알려진 가장 큰 소수다.
또한 RSA 암호체계에서 공개키로 쓰이는 수 중 하나다. 

## 같이 보기
- 육만오천오백삼십칠각형